# Maast-et-Violaine
 Maast-et-Violaine  là một xã ở tỉnh Aisne, vùng Hauts-de-France thuộc miền bắc nước Pháp.